# Knut Dansson
Knut Dansson var en medeltida svensk riddare, som bara återfinns i en enda handling, vilken dock utgör en indikation på att han måste ha tillhört Sveriges högfrälse och dess högsta elit, även om man i efterhand har misslyckats med att identifiera honom, hans släkttillhörighet och närmaste familj.
Vad som gett honom relevans för svensk medeltid är den enda gången han uppträder, som sigillant i ett dokument från 11 februari 1253, där Birger jarl byter jord med Gudhems kloster, vilket han bevittnar tillsammans med kung Valdemar Birgersson, hertiginnan Ingeborg Eriksdotter, och riddarna Holmger Folkesson (Ama), Karl Ulfsson (Ulvätten), Birger jarls bror Elof, Johan Ängel den äldre, Knut Filipsson (ytterligare en riddare som endast är känd från detta dokument), och lagmannen Peter Näf, men där tyvärr Knut Danssons sigill inte kan ses, vilket förhindrat vidare identifiering.
Stefan Söderlind har i sin utredning Tyrgils Knutssons härkomst i Personhistorisk tidskrift 1952 nämnt denne Knut Dansson i samband med dokumentet och det andra vittnet Knut Filipsson, vilka båda har varit föremål för intresse och kvalificerat sig i släktutredningar om marsken Tyrgils Knutsson, när man sökt efter möjliga personer som har hetat Knut och har kunnat varit far till marsken. Med hänsyn till det magra källäget om Knut Dansson och Knut Filipsson har de av flesta historiker avfärdats som möjlig far till Tyrgils.